# Walking in My Shoes
"Walking in My Shoes" é uma canção da banda britânica de música eletrônica Depeche Mode. Foi lançada em 26 de abril de 1993 como o segundo single do oitavo álbum de estúdio da banda, Songs of Faith and Devotion (1993). A canção alcançou a posição 14 na tabela musical de singles do Reino Unido, conseguindo se equiparar ao sucesso do single anterior, "I Feel You" (1993), na tabela musical de Canções de Rock Moderno da Billboard, chegando a posição de número 1.
A versão de 7 polegadas de "Walking in My Shoes" não é a mesma que a incluída no álbum Songs of Faith and Devotion. Nessa versão, o som é um pouco mais sujo e barulhento, especialmente a bateria nos versos, além do início, que foi diminuído. Quando performada ao vivo, alguns elementos do remix '"Grungy Gonads" mix' são utilizados numa introdução estendida e ao longo de toda a canção.
A B-side de "Walking in My Shoes" é a música "My Joy", a única B-side lançada exclusivamente como tal do álbum Songs of Faith and Devotion. Seu som é um rock similar ao de "I Feel You".
A canção também foi citada pelo então membro da banda Alan Wilder como sendo sua canção favorita do álbum, juntamente a "In Your Room".

## Videoclipe
O videoclipe de "Walking in My Shoes" foi dirigido por Anton Corbijn. No início do segundo verso, há uma tomada de Martin Gore, Andy Fletcher e Alan Wilder com uma mulher nua em seus colos. Essa parte foi removida da versão da MTV nos EUA e substituída por uma gravação dos três membros parados em pé, sozinhos, de uma parte anterior do vídeo. A versão sem cortes aparece nos DVDs The Videos 86-98, Devotional, The Best Of, Volume 1 e Video Singles Collection.

## Lançamento e recepção comercial
O single foi lançado em 26 de abril de 1993 no Reino Unido, sendo lançado nos EUA no dia seguinte. "Walking in My Shoes" não conseguiu entrar nem no top 10 do Reino Unido, nem no top 10 dos EUA. Ainda sim, a canção se tornou um hit de top 10 em alguns países da Europa Continental, se tornando uma canção recorrente nas performances ao vivo da banda desde 1993. A música teve pico na posição 14 no UK Singles Chart e na posição 69 da Billboard Hot 100, contudo, atingiu o número 1 na tabela musical de Canções de Rock Moderno da Billboard.
Bono, vocalista da banda U2, listou "Walking in My Shoes" em sua playlist de "60 Músicas Que Salvaram a Minha Vida".
O single apareceu durante os créditos de abertura do episódio 9 da segunda temporada de Mr. Robot, série da USA Network, intitulado "eps2.7_init_5.fve".

## Listagem de faixas

### 7", Cassete: Mute / Bong22, CBong22 (Reino Unido)
1. "Walking in My Shoes" (Seven Inch Mix) – 4:59 (remixada por Mark Stent)
2. "My Joy" – 3:57

- Esse cassete foi lançado apenas promocionalmente, não sendo lançado de forma comercial, sendo assim o motivo das duas músicas aparecem na versão de 12 polegadas. "Walking in My Shoes" foi o primeiro single do Depeche Mode a não ter um lançamento comercial de 7 polegadas no Reino Unido.

### 12": Mute / 12Bong22 (Reino Unido)
1. "Walking in My Shoes" (Grungy Gonads Mix) – 6:24 (remixada por Jonny Dollar com Portishead)
2. "Walking in My Shoes" (Seven Inch Mix) – 4:59
3. "My Joy" (Seven Inch Mix) – 3:57
4. "My Joy" (Slow Slide Mix) – 5:11 (remixada por Steve Lyon e Depeche Mode)

### 12": Mute / L12Bong22 (Reino Unido)
1. "Walking in My Shoes" (Extended Twelve Inch Mix) – 6:54 (remixada por Mark Stent)
2. "Walking in My Shoes" (Random Carpet Mix Edit) – 6:35 (remixada por William Orbit)
3. "Walking in My Shoes" (Anandamidic Mix) – 6:11 (remixada por Spirit Feel)
4. "Walking in My Shoes" (Ambient Whale Mix) – 4:54 (remixada por Mark Stent)

### CD: Mute / CDBong22 (Reino Unido)
1. "Walking in My Shoes" (Seven Inch Mix) – 4:59
2. "Walking in My Shoes" (Grungy Gonads Mix) – 6:24 (remixada por Jonny Dollar com Portishead)
3. "My Joy" – 3:57
4. "My Joy" (Slow Slide Mix) – 5:11 (remixada por Steve Lyon e Depeche Mode)

### CD: Mute / LCDBong22 (Reino Unido)
1. "Walking in My Shoes" (Extended Twelve Inch Mix) – 6:54 (remixada por Mark Stent)
2. "Walking in My Shoes" (Random Carpet Mix Edit) – 6:35 (remixada por William Orbit)
3. "Walking in My Shoes" (Anandamidic Mix) – 6:11 (remixada por Spirit Feel)
4. "Walking in My Shoes" (Ambient Whale Mix) – 4:54 (remixada por Mark Stent)

### CD: Mute / CDBong22X (Europa)
1. "Walking in My Shoes" (Seven Inch Mix) – 4:59
2. "My Joy" – 3:57
3. "Walking in My Shoes" (Grungy Gonads Mix) – 6:24
4. "My Joy" (Slow Slide Mix) – 5:11
5. "Walking in My Shoes" (Extended Twelve Inch Mix) – 6:54
6. "Walking in My Shoes" (Random Carpet Mix Edit) – 6:35
7. "Walking in My Shoes" (Anandamidic Mix) – 6:11
8. "Walking in My Shoes" (Ambient Whale Mix) – 4:54

- Esse CD é a versão de relançamento de 2004.

### Promo 12": Mute / P12Bong22 (Reino Unido)
1. "Walking in My Shoes" (Grungy Gonads Mix) – 6:24
2. "Walking in My Shoes" (Seven Inch Mix) – 5:00
3. "My Joy" (Seven Inch Mix) – 3:58
4. "My Joy" (Slow Slide Mix) – 5:11

### 12": Sire/Reprise / 40852-0 (Estados Unidos)
1. "Walking in My Shoes" (Extended Twelve Inch Mix) – 6:54
2. "Walking in My Shoes" (Random Carpet Mix Edit) – 6:35
3. "Walking in My Shoes" (Grungy Gonads Mix) – 6:24
4. "Walking in My Shoes" (Anandamidic Mix) – 6:11
5. "Walking in My Shoes" (Ambient Whale Mix) – 4:54
6. "My Joy" (Slow Slide Mix) – 5:11

- Lançado em 4 de maio de 1993.

### CD: Sire/Reprise / 40852-2 (Estados Unidos)
1. "Walking in My Shoes" (Seven Inch Mix) – 4:59
2. "Walking in My Shoes" (Grungy Gonads Mix) – 6:24
3. "Walking in My Shoes" (Random Carpet Mix Edit) – 6:10
4. "My Joy" (Slow Slide Mix) – 5:11
5. "Walking in My Shoes" (Extended Twelve Inch Mix) – 6:54
6. "Walking in My Shoes" (Anandamidic Mix) – 6:11
7. "My Joy" – 3:57
8. "Walking in My Shoes" (Ambient Whale Mix) – 4:54

- Lançado em 27 de abril de 1993.
- A versão completa do "Random Carpet Mix" foi lançada oficialmente no Remixes 81-04.
- Todas as músicas foram escritas por Martin L. Gore.

## Desempenho nas tabelas musicais
| Tabelas musicais em 1993                   | Posição de pico |
| ------------------------------------------ | --------------- |
| Austrália (ARIA Singles Chart Australiano) | 74              |
| Canadá (RPM)                               | 51              |
| Dinamarca (IFPI)                           | 5               |
| Finlândia (Suomen virallinen lista)        | 7               |
| Irlanda (IRMA)                             | 15              |
| Iália (FIMI)                               | 9               |
| Suécia (Sverigetopplistan)                 | 8               |
| Espanha (AFYVE)                            | 6               |
| US Billboard Hot 100                       | 69              |
| US Billboard Modern Rock Tracks            | 1               |